# Jean Pierre Chalot
 (août 2022).
Jean Pierre Chalot, né en 1766 à Château-Voué et mort en 1794 à Paris, est un prêtre français guillotiné durant la Terreur.

## Histoire
Jean-Pierre Chalot, fils d'un échevin d'église, reçoit la tonsure à Metz à 18 ans et prend l'habit dominicain à Nancy puis à Paris. Ordonné prêtre en 1792, il devient curé constitutionnel de Marsal.
Lors de la Fête de la Raison à Marsal en décembre 1793, l'abbé Chalot dépose ses lettres de prêtrise sur l'autel de la Patrie, « en signe de féodalité », puis est réélu curé de Marsal par la population. Ayant repris ses fonctions le 29 décembre, nommé à la suite d'un vote des paroissiens, ses opposants forcent les portes de la sacristie lors des vêpres pour prendre des ornements liturgiques mais sont chassés par les partisans du curé. Le lendemain, l'abbé Chalot envoie sa lettre de démission au district de Château-Salins..
Alerté par le maire de Marsal, le district lance un mandat d'arrêt contre Chalot comme « prêtre turbulent et suspect » et l'arrête le 2 janvier 1794. Les pièces du dossier sont transmises à Paris, où l'abbé est envoyé à l'accusateur public Fouquier-Tinville une semaine plus tard par le représentant du peuple de Nancy.
Incarcéré fin janvier à la Conciergerie, il est interrogé une première fois par le juge Harny du tribunal révolutionnaire, et condamné à mort puis guillotiné le 17 avril 1794 pour avoir "excité la guerre civile" afin de "rétablir le fanatisme". Il avait 27 ans.
Lors de la vente des meubles de Jean-Pierre Chalot en novembre 1795, le district de Château-Salins précise que « le seul crime qu'on a pu lui imputer et qui est la seule cause de son supplice a été un ferme attachement à ses opinions religieuses qu'il a manifestées trop librement et avec trop peu de précautions dans le temps de la tyrannie décemvirale. »

## Sources
- « Le dominicain Chalot, curé de Marsal », dans Eugène Mangenot, Les ecclésiastiques de la Meurthe, martyrs, et confesseurs de la foi pendant la révolution française, Pierron et Hozé, 1895, pages 113-121.
- Amans-Claude Sabatié, Les tribunaux révolutionnaires en province: Provinces du Nord, éd. P. Lethielleux, 1914, pages 334 et 354.
- Ivan Gobry, Dictionnaire des martyrs de la Révolution, Argé, 1990.
- Annales patriotiques et littéraires de la France, 18 avril 1794, page 3.
- Henri Wallon. Histoire du Tribunal révolutionnaire de Paris avec le Journal de ses actes. France: Librairie Hachette et cie, 1880, pages 239-240.
- "Hirtius". "Un épisode de la Grande Révolution", in Le Lorrain, échos de Metz et d'Alsace Lorraine, 9 décembre 1894, page 5.
- Odon Jean Marie Delarc. L'église de Paris pendant la révolution française, 1789-1801. France: Desclée, de Brouwer et cie, 1895, page 172.
- André Gain. Liste des émigrés déportés et condamnés pour cause révolutionnaire du Département de la Moselle. France: Les Arts graphiques, 1926, page 239.
- Albert Troux. La Vie politique dans le département de la Meurthe d'août 1792 à octobre 1795, thèse pour le doctorat, présentée à la Faculté des lettres de l'Université de Paris. 1936, page 524.
- Archives Nationales, W 347, "affaires jugées. 26 germinal-12 floréal an II", dossier 693, "Challot ou Chalot (Jean-Pierre), desservant de la cure de Marsal (Meurthe), Mort, 28 germinal"